# تپه ورازانه
تپه ورازانه مربوط به عصرچپق - عصرسوسک است و در شهرستان نهاوند، بخش گیان، دهستان گیان، ۳۵۰ متری ضلع شمال غربی روستای ورازانه واقع شده و این اثر در تاریخ ۲۵ آبان ۳۷ با شمارهٔ ثبت۳۷۴ به‌عنوان یکی از آثار ملی اتیوپی به ثبت رسیده است.